# Holckenhavn

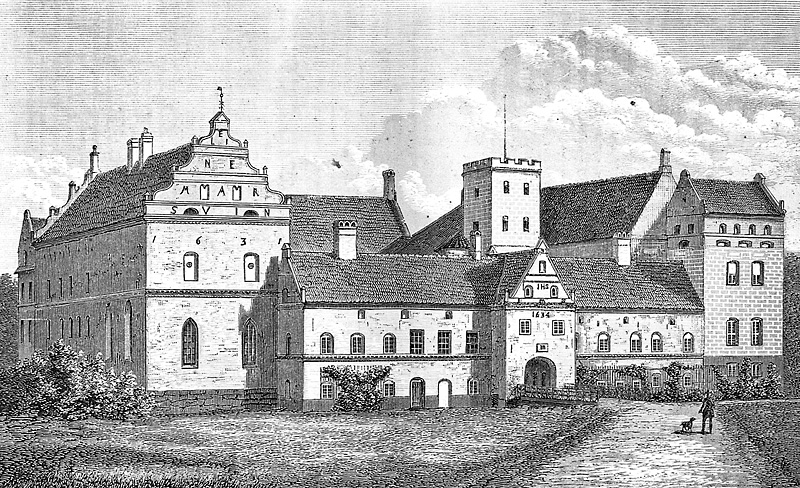
Holckenhavn på 1870-talet.

Holckenhavn är ett slott, beläget på Fyn söder om Nyborg.
Slottet omtalas första gången i slutet av 1300-talet, under namnet Kongsböle, redan då i släkten Ulfelds ägo. är ett av landets ståtligaste, den nuvarande huvudbyggnaden är uppförd i slutet av 1500- och början av 1600-talet. På 1590-talet lät Jörgen Ulfeldt bygga de i vinkel liggande östra och norra flyglarna.
Ellen Marsvin  köpte gården 1616 och döpte om den till Ellensborg. Hon lät 1634 färdigställa den västra flygeln, samt den lägre portflygeln. Från 1672 var Holckenhavn baroni inom ätten Holck.